# Cosmochthonius semifoveolatus
Cosmochthonius semifoveolatus är en kvalsterart som beskrevs av Subías 1982. Cosmochthonius semifoveolatus ingår i släktet Cosmochthonius och familjen Cosmochthoniidae. Inga underarter finns listade i Catalogue of Life.